# 1902年臺灣
|        | 臺灣歷史 \| 台灣歷史年表 |
| 世纪： | 19世纪臺灣 \| 20世纪臺灣 \| 21世纪臺灣 |
| 年代： | 1870年代臺灣 \| 1880年代臺灣 \| 1890年代臺灣 \| 1900年代臺灣 \| 1910年代臺灣 \| 1920年代臺灣 \| 1930年代臺灣                                           |
| 年份： | 1897年臺灣 \| 1898年臺灣 \| 1899年臺灣 \| 1900年臺灣 \| 1901年臺灣 \| 1902年臺灣 \| 1903年臺灣 \| 1904年臺灣 \| 1905年臺灣 \| 1906年臺灣 \| 1907年臺灣 |
| 纪年： | 壬寅年（虎年）、日本明治35年 |

1902年臺灣，由於林少貓死亡，臺灣總督府發表「全島治安恢復」聲明:190。

## 政府

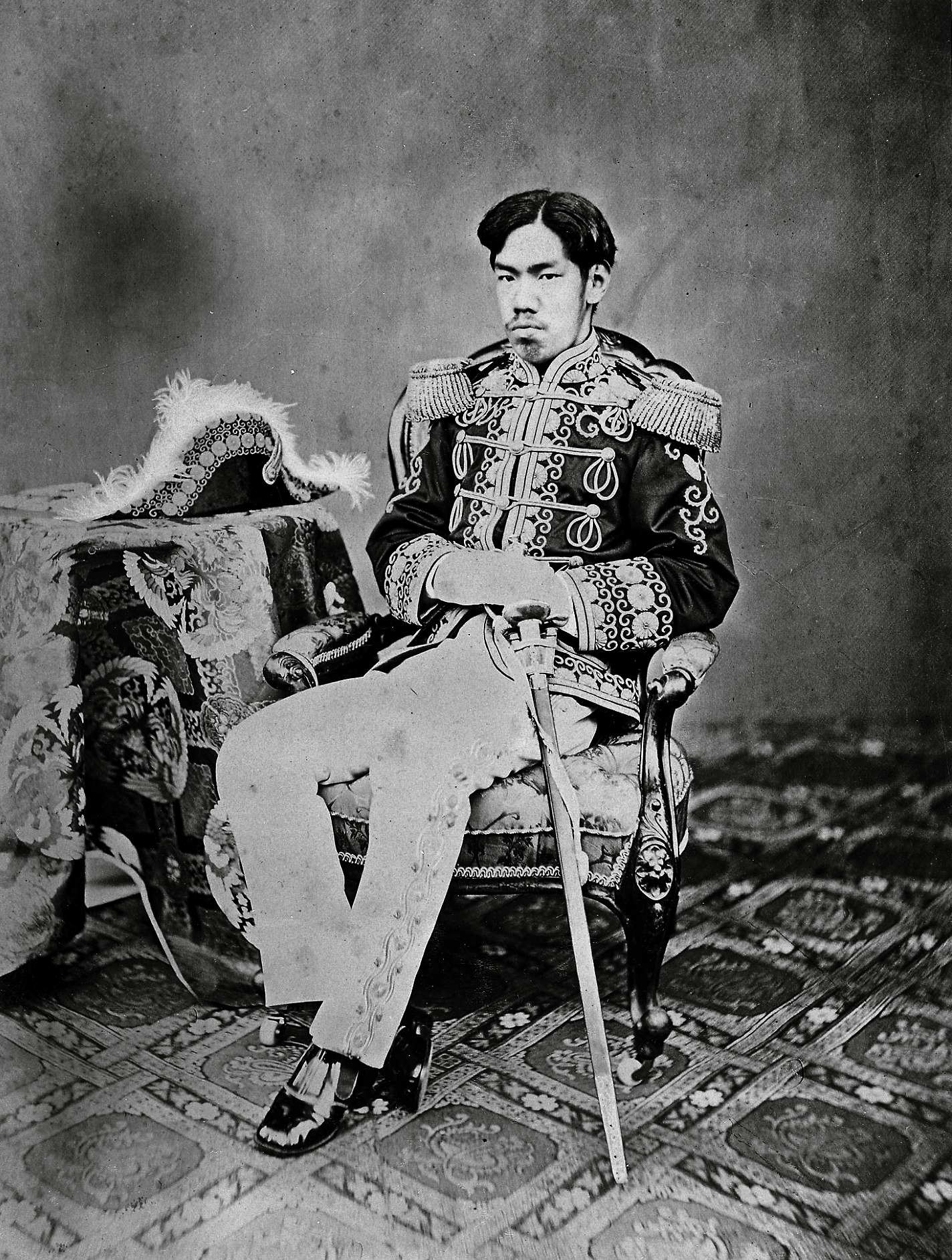
天皇：明治天皇
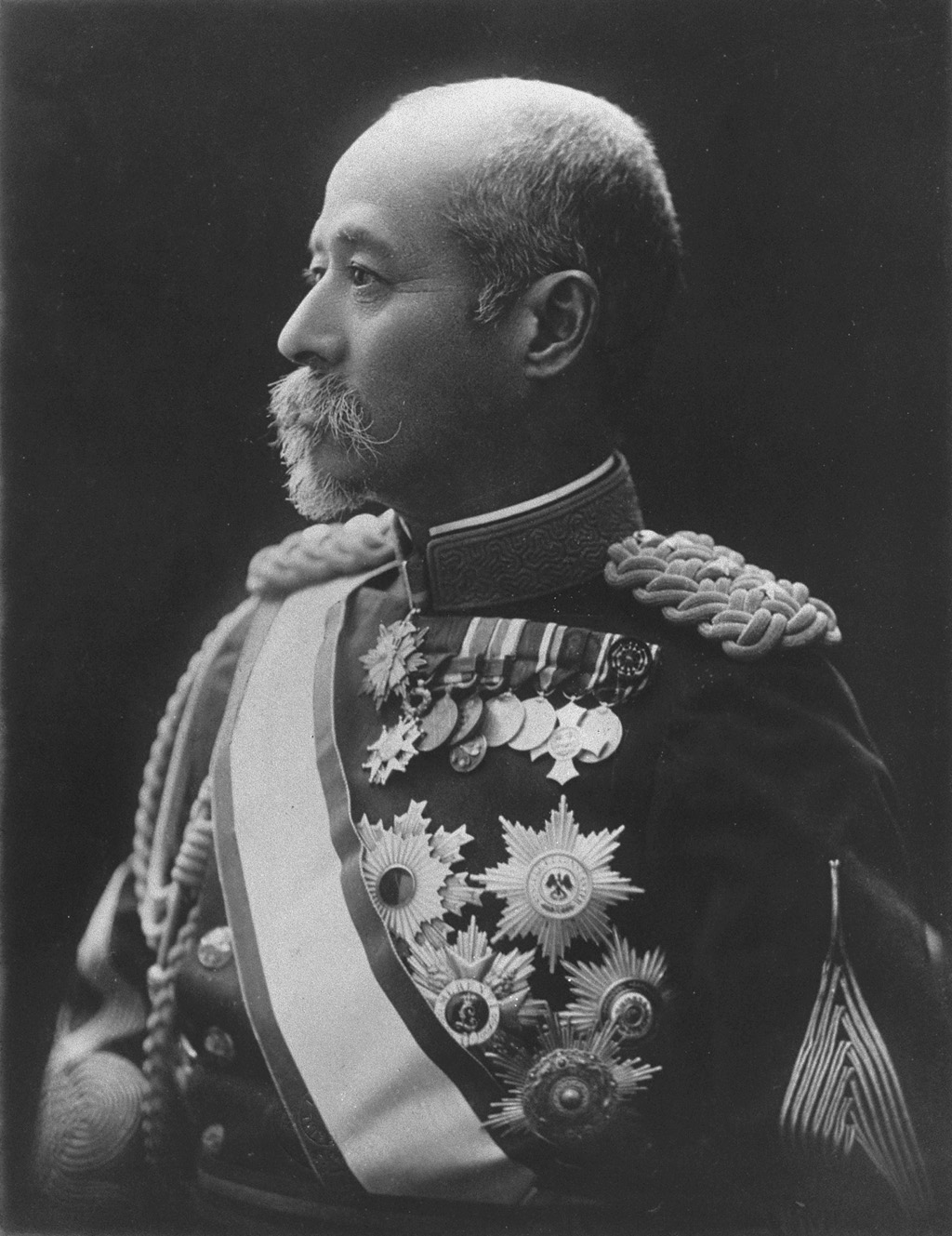
臺灣總督：兒玉源太郎
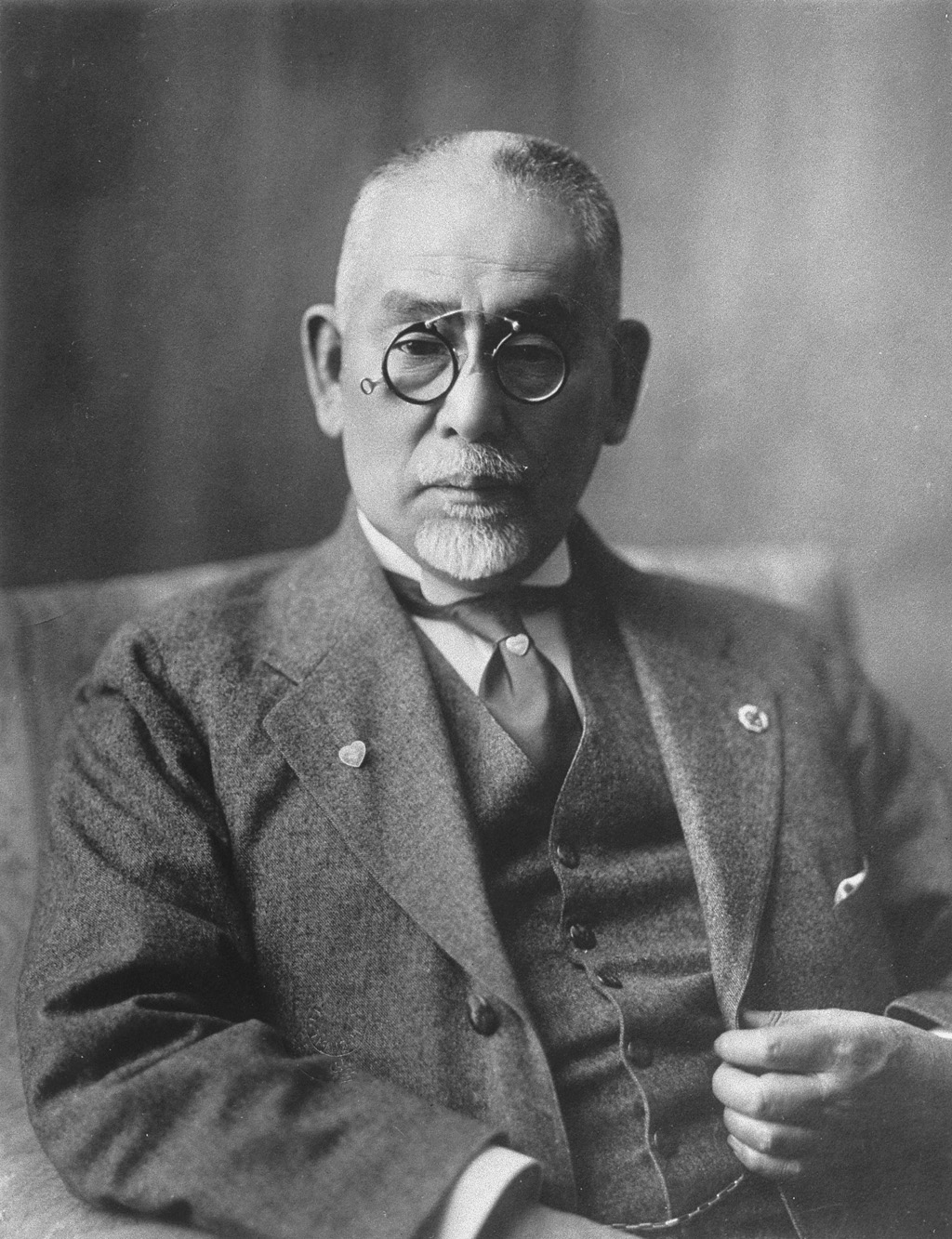
民政長官：後藤新平

## 大事記

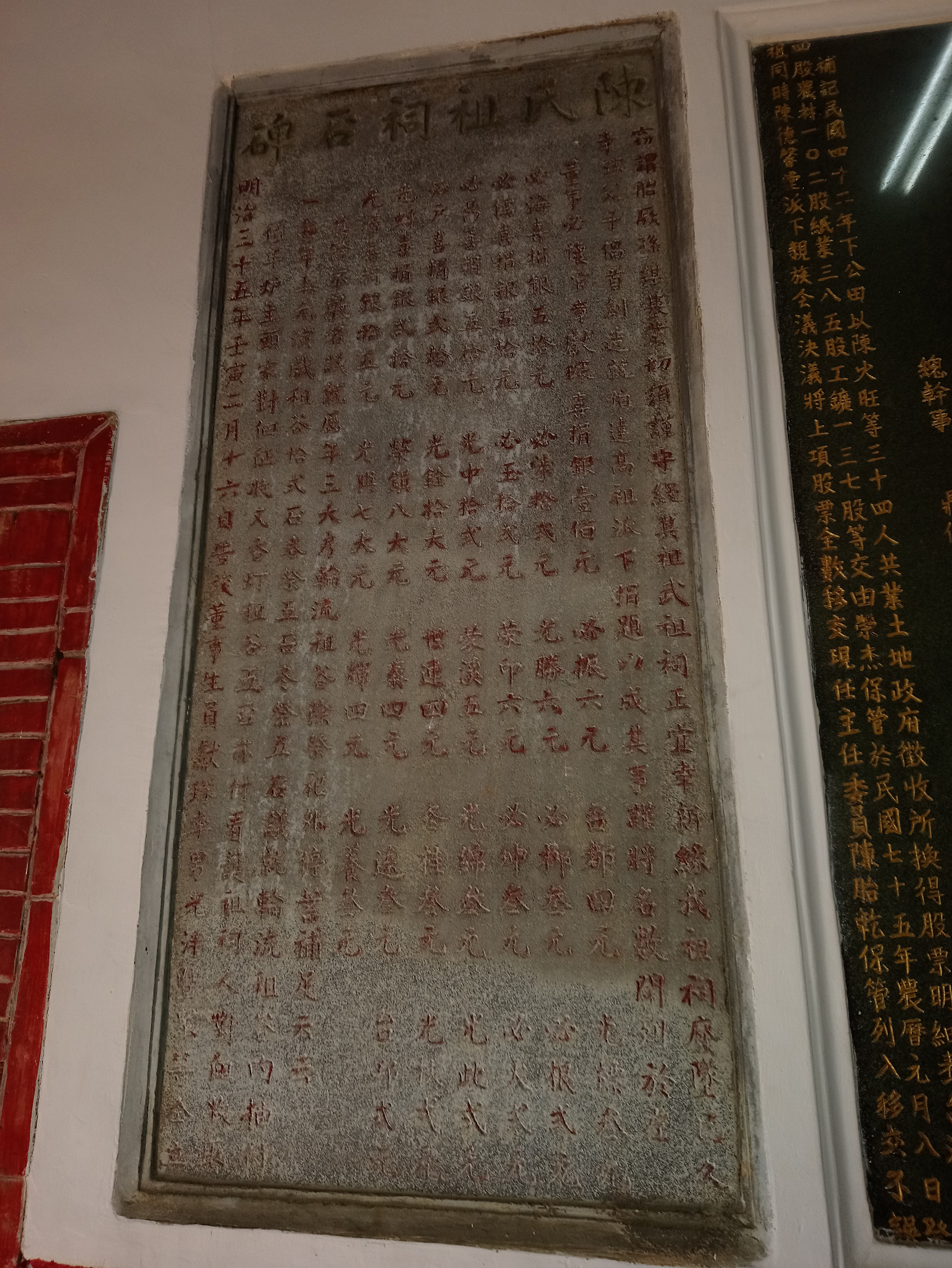
蘆竹德馨堂內〈陳氏祖祠石碑〉，明治三十五年（1902年）。

- 3月12日——〈六三法〉宣告延長[1]:190。
- 4月20日——增設「嘉義驛」（日语：／ Kagi eki[2]）。
- 6月1日——崁仔腳驛開業。
- 6月1日——五堵驛（日语：／ Goto）開通[3]
- 8月10日——中港驛落成。
- 7月4日——發生南庄事件。

## 出生
- 1月4日——廖繼春，畫家。曾以《有香蕉樹的庭院》（芭蕉の庭）入帝展。（1976年逝世）
- 3月13日——李梅樹，畫家。曾主導重修三峽祖師廟。（1983年逝世）
- 9月27日——洪榮華，政治人物，首屆民選高雄縣縣長。（1974年逝世）
- 10月7日——張我軍，作家。提倡白話文運動，因批判傳統文學成為台灣日治時期新舊文學論戰導火線引燃者。著有《亂都之戀》。（1955年逝世）
- 11月3日——王白淵，詩人，積極參與文化事業。（1965年逝世）
- 11月18日——謝春木，日治時期社會運動者、作家，著有白話小說〈她將往何處去—致苦惱的年輕姊妹〉。（1969年逝世）
- 日期不詳——蔡旺（Lidaku Mabaliu），魯凱族裔藝術家。（1990年逝世）

## 逝世
- 林少貓，台灣抗日運動領袖。與簡大獅、柯鐵虎並稱「抗日三猛」，遭台灣總督府襲殺。（1865年出生）